# Bara sport (TV-program)
Bara sport är ett svenskt frågesportprogram som hade premiär på SVT i juli 2018. Lasse Kronér som själv varit deltagit i utvecklingen av programmet är programledare.
I fem program tävlar före detta olympiska mästare, världsmästare eller andra framstående idrottsmän i tvåmannalag om vilka som har de bästa sportkunskaperna.

## Medverkande sportprofiler
- Stefan Holm (friidrottare) & Emma Johansson (cyklist) möter Peja Lindholm (curlingspelare) & Anette Norberg (curlingspelare).
- Torgny Mogren (längdskidåkare) & Lisa Nordén (triatlet) möter Magnus Wislander (handbollsspelare) & Erica Johansson (friidrottare).
- Kennet Andersson (fotbollsspelare) & Helen Alfredsson (golfspelare) möter Christian Olsson (friidrottare) & Marie-Helene Östlund (längdskidåkare).
- Susanne Gunnarsson (kanotist) & Jörgen Persson (bordtennisspelare) möter Helena Ekholm (skidskytt) & Kim Martin (ishockeymålvakt).
- Mikaela Laurén (boxare) & Anders Eriksson (enduroförare) möter Agneta Andersson (kanotist) & Bernt Johansson (cyklist).